# لوئیجی باتسونی
لوئیجی باتسونی (ایتالیایی: Luigi Bazzoni؛ ‏ ۲۵ ژوئن ۱۹۲۹ – ۱ مارس ۲۰۱۲) کارگردان فیلم و فیلم‌نامه‌نویس اهل ایتالیا بود.
او کارش را به عنوان دستیار کارگردان برای مائورو بولونینی آغاز کرد و بعدها فیلم‌های کوتاه و بلند در سبک وسترن اسپاگتی ساخت. فیلم کوتاه او به نام «در روز یکشنبه» برندهٔ نشان ویژه در جشنواره فیلم کن ۱۹۶۳ شد.